# Upplands runinskrifter Fv1955;219
Upplands runinskrifter Fv1955;219 är en vikingatida ristad sten av granit i Rydbylund, Kungs-Husby socken och Enköpings kommun. Ristningen är rent ornamental och föreställer ett fyrfotadjur och en fågel. U Fv1955;219 är 1,7 meter hög och 0,8 meter bred. Stenen hittades 1953 vid vägarbete och lagades och restes året därpå. Stenen har med all säkerhet ursprungligen markerat vadstället vid vägen till Kungs-Husby kyrka. På grund av den vattensjuka marken på platsen har stenen emellertid fallit omkull, sjunkit och glömts bort.